# OR4C3
OR4C3 (англ. Olfactory receptor family 4 subfamily C member 3) – білок, який кодується однойменним геном, розташованим у людей на короткому плечі 11-ї хромосоми. Довжина поліпептидного ланцюга білка становить 302 амінокислот, а молекулярна маса — 33 726.
| 10         |  | 20         |  | 30         |  | 40         |  | 50         |
| ---------- |  | ---------- |  | ---------- |  | ---------- |  | ---------- |
| MDIPQNITEF |  | FMLGLSQNSE |  | VQRVLFVVFL |  | LIYVVTVCGN |  | MLIVVTITSS |
| PTLASPVYFF |  | LANLSFIDTF |  | YSSSMAPKLI |  | ADSLYEGRTI |  | SYECCMAQLF |
| GAHFLGGVEI |  | ILLTVMAYDR |  | YVAICKPLHN |  | TTIMTRHLCA |  | MLVGVAWLGG |
| FLHSLVQLLL |  | VLWLPFCGPN |  | VINHFACDLY |  | PLLEVACTNT |  | YVIGLLVVAN |
| SGLICLLNFL |  | MLAASYIVIL |  | YSLRSHSADG |  | RCKALSTCGA |  | HFIVVALFFV |
| PCIFTYVHPF |  | STLPIDKNMA |  | LFYGILTPML |  | NPLIYTLRNE |  | EVKNAMRKLF |
| TW         |  |            |  |            |  |            |  |            |

A: Аланін

C: Цистеїн

D: Аспарагінова кислота

E: Глутамінова кислота

F: Фенілаланін

G: Гліцин

H: Гістидин

I: Ізолейцин

K: Лізин

L: Лейцин

M: Метіонін

N: Аспарагін

P: Пролін

Q: Глутамін

R: Аргінін

S: Серин

T: Треонін

V: Валін

W: Триптофан

Кодований геном білок за функціями належить до рецепторів, g-білокспряжених рецепторів, білків внутрішньоклітинного сигналінгу. 
Локалізований у клітинній мембрані.